# Stephanie Bridge
Stephanie Bridge (14 de julio de 1972) es una deportista británica que compitió en vela en la clase Formula Kite Sus hermanos Guy y Oliver compitieron en el mismo deporte.
Ganó ocho medallas en el Campeonato Mundial de Formula Kite entre los años 2009 y 2016, y dos medallas en el Campeonato Europeo de Formula Kite, en los años 2012 y 2016.

## Palmarés internacional
| \| Campeonato Mundial \| Campeonato Mundial \| Campeonato Mundial \| Campeonato Mundial \| \| Año \| Lugar \| Medalla \| Clase \| \| ------------------ \| ------------------------------ \| ------------------ \| ------------------ \| \| 2009 \| San Francisco (Estados Unidos) \| Medalla de oro \| Formula Kite \| \| 2010 \| San Francisco (Estados Unidos) \| Medalla de plata \| Formula Kite \| \| 2011 \| Westerland (Alemania) \| Medalla de oro \| Formula Kite \| \| 2012 \| Cagliari (Italia) \| Medalla de plata \| Formula Kite \| \| 2013 \| Boao (China) \| Medalla de plata \| Formula Kite \| \| 2014 \| Estambul (Turquía) \| Medalla de oro \| Formula Kite \| \| 2015 \| Gizzeria (Italia) \| Medalla de plata \| Formula Kite \| \| 2016 \| Weifang (China) \| Medalla de bronce \| Formula Kite \| \| Campeonato Europeo \| \| \| \| \| Año \| Lugar \| Medalla \| Clase \| \| 2012 \| La Baule (Francia) \| Medalla de oro \| Formula Kite \| \| 2016 \| Cagliari (Italia) \| Medalla de plata \| Formula Kite \| |                                |                   |              |
| Campeonato Mundial |                                |                   |              |
| Año | Lugar                          | Medalla           | Clase        |
| 2009 | San Francisco (Estados Unidos) | Medalla de oro    | Formula Kite |
| 2010 | San Francisco (Estados Unidos) | Medalla de plata  | Formula Kite |
| 2011 | Westerland (Alemania)          | Medalla de oro    | Formula Kite |
| 2012 | Cagliari (Italia)              | Medalla de plata  | Formula Kite |
| 2013 | Boao (China)                   | Medalla de plata  | Formula Kite |
| 2014 | Estambul (Turquía)             | Medalla de oro    | Formula Kite |
| 2015 | Gizzeria (Italia)              | Medalla de plata  | Formula Kite |
| 2016 | Weifang (China)                | Medalla de bronce | Formula Kite |
| Campeonato Europeo |                                |                   |              |
| Año | Lugar                          | Medalla           | Clase        |
| 2012 | La Baule (Francia)             | Medalla de oro    | Formula Kite |
| 2016 | Cagliari (Italia)              | Medalla de plata  | Formula Kite |